# 侯启军
侯启军（1966年—），山东章丘人，汉族，中华人民共和国政治人物、第十一届全国人民代表大会吉林地区代表。
毕业于中国科学院构造地质学专业，中共党员。2008年起担任全国人大代表。2025年6月，任中国石油化工集团董事长、党组书记。